# Krzyż (stacja kolejowa)
Krzyż – pasażerska i towarowa stacja kolejowa w Krzyżu Wielkopolskim, jedna z największych w województwie wielkopolskim. Jest to stacja węzłowa; krzyżują się tu dwie, dwutorowe linie kolejowe (351, 203). 

## Krótki opis stacji
Obiekty służące do odprawy podróżnych są rozplanowane wyspowo – dworzec znajduje się na poszerzonym peronie 1/3 i jest połączony z pozostałymi peronami oraz z centrum miasta kładką, oraz nieczynnym przejściem podziemnym. W kierunku Gorzowa i Szczecina znajdują się zabudowania lokomotywowni. Zatrzymują się tu wszystkie pociągi pasażerskie.
Według klasyfikacji PKP ma kategorię dworca lokalnego. Na stacji Krzyż zatrzymują się pociągi pasażerskie wszystkich kategorii.

## Położenie i infrastruktura
Stacja położona jest w południowej części Krzyża, przy ulicy Dworzec PKP Peron I. Stacja pasażerska posiada pięć peronów i siedem krawędzi peronowych. Po północnej stronie dworca znajdują się perony 3 oraz 4, obsługujące ruch na linii 203 oraz peron 5 który dawniej obsługiwał pociągi do Wałcza. Po stronie południowej znajdują się perony 1 oraz 2 obsługujące linię 351. Wszystkie tory główne są zelektryfikowane, a semafory zostały wymienione na świetlne.

## Historia
Odcinek linii kolejowej z Dobiegniewa do Wronek (Kolej Stargardzko-Poznańska) wraz ze stacją w Krzyżu (wówczas o nazwie Dragemünde „Drawoujście”) oddano do użytku 20 czerwca 1848. Odcinek Krzyż – Bydgoszcz otwarto 26 lipca 1851. Krzyż stał się wówczas stacją węzłową i zaistniała konieczność przemieszczenia nieco na wschód stacji Dragemünde, wraz ze zmianą jej nazwy na Kreuz „Krzyż”. Zabudowania stacyjne wzniesiono na terenach wsi Łokacz. Przy wykupie ziemi płacono 200 talarów za morgę łąki i 175 talarów za morgę pola. Z uwagi na fakt, że stacja miała leżeć na terenach zalewanych corocznie przez wodę, zaszła konieczność nawiezienia piasku i żwiru, celem umocnienie gruntu. Piasku dostarczała wydma pod Łokaczem Wielkim, a żwir pochodził z Przeborowa nad Drawą. Pracownicy mieszkali początkowo w barakach, a następnie w systematycznie wznoszonych budynkach kolejowych.
Po II wojnie światowej pierwsi polscy kolejarze zostali oddelegowani do uruchomienia stacji z Wągrowca (przewodził im zawiadowca Feliks Kaczmarek). W tym okresie zdarzały się jeszcze napady niemieckich band na linie kolejowe. Mimo tego w połowie marca 1945 ruszyły pierwsze pociągi pasażerskie, a stały rozkład jazdy wprowadzono 25 marca (jeden pociąg na dobę w relacji Poznań – Krzyż i jeden relacji Inowrocław – Krzyż). Kolejarze odbudowywali też infrastrukturę miejską, w tym elektrownię.

## Ruch pasażerski
| Rok   | Wymiana roczna | Wymiana pasażerska na dobę | miejsce w Polsce |
| ----- | -------------- | -------------------------- | ---------------- |
| 2017. | 730 000        | 2 000                      |                  |
| 2018  | 767 000        | 2 100                      |                  |
| 2019. | 621 000        | 1 700                      |                  |
| 2020. | 403 000        | 1 100                      |                  |
| 2021. | 438 000        | 1 200                      |                  |
| 2022. |                | 1500                       |                  |

## Połączenia
Ze względu na położenie w pobliżu granicy województwa wielkopolskiego z województwami: lubuskim i zachodniopomorskim, Krzyż jest istotnym węzłem przesiadkowym w ruchu regionalnym. Bezpośrednie pociągi osobowe Polregio (pod marką REGIO) są odprawiane w czterech kierunkach: w stronę Poznania (stacje docelowe: Poznań Gł., Wrocław Gł.), Szczecina (stacje docelowe: Szczecin Gł., Świnoujście, Świnoujście Port), Piły (stacje docelowe: Piła Gł., Chojnice) i Gorzowa Wielkopolskiego (stacje docelowe: Gorzów Wlkp., Kostrzyn).
Wedle przedstawionego w 2015 roku Planu Zrównoważonego Rozwoju Publicznego Transportu dla Województwa Wielkopolskiego, połączenia na trasie Krzyż-Piła Gł. miały zostać zlikwidowane; propozycja ta spotkała się z oporem społeczności lokalnych.
W ruchu dalekobieżnym Krzyż jest stacją pośrednią na odcinku Poznań Gł.-Szczecin Gł. Liczba połączeń dalekobieżnych wzrasta w sezonie letnim w związku z położeniem stacji na jednej z bezpośrednich tras nad morze. Dodatkowo, jest to stacja przesiadkowa dla pasażerów zmierzających do Gorzowa Wielkopolskiego, do którego docierają tylko cztery połączenie dalekobieżne dziennie. Przyjazdy i odjazdy autobusów szynowych są często skorelowane z godzinami przyjazdów i odjazdów pociągów pospiesznych i ekspresowych. Z Krzyża można dojechać do stacji: Białystok, Bydgoszcz Główna, Chojnice, Gorzów Wielkopolski, Gdańsk Główny, Gdynia Główna, Katowice, Kraków Główny, Lublin Główny, Łódź Fabryczna, Opole Główne, Piła Główna, Poznań Główny, Rzeszów Główny, Szczecin Główny, Tczew, Toruń Główny, Warszawa (Wschodnia, Zachodnia, Centralna, Gdańska) oraz Wrocław Główny.

## Galeria

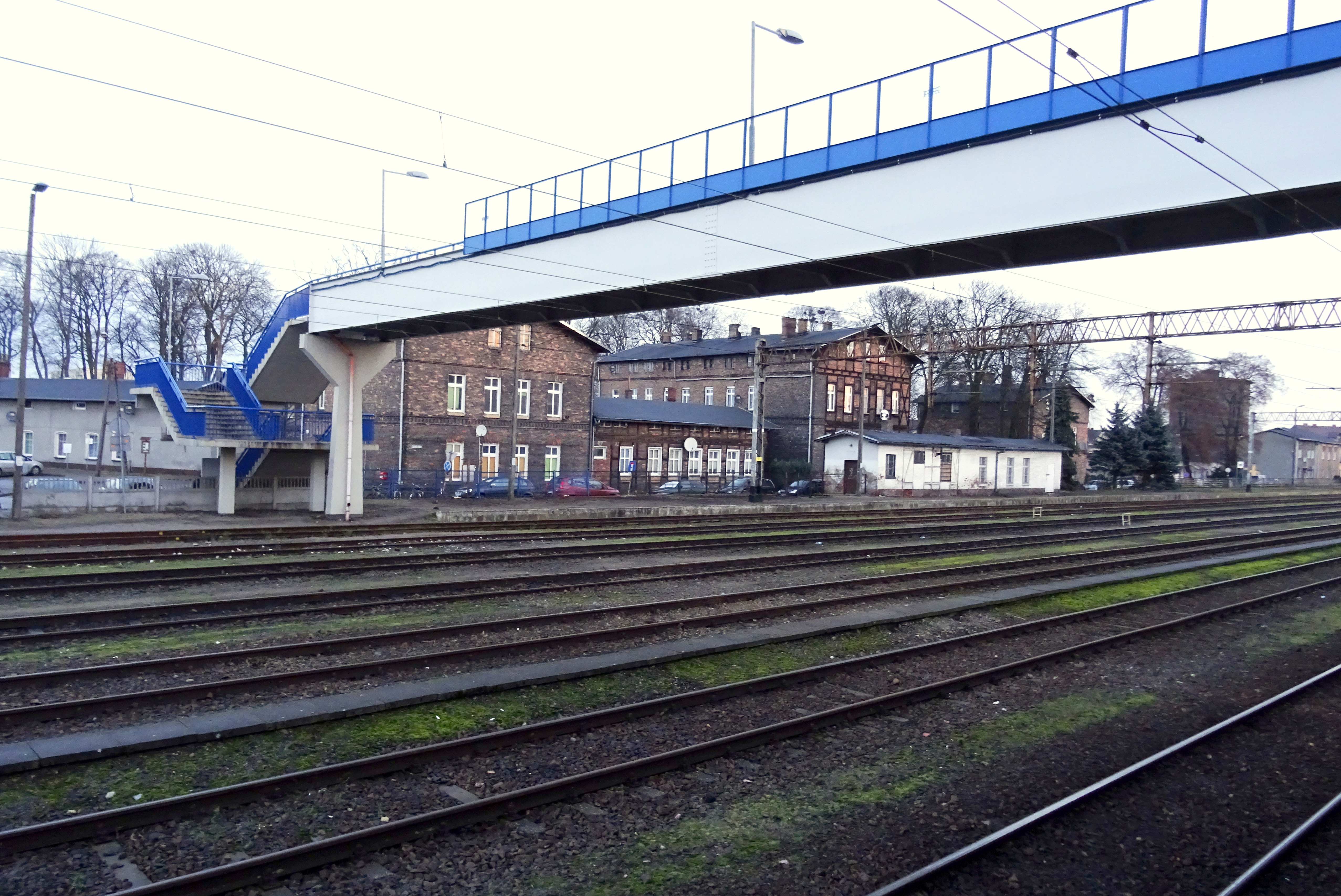
Widok w stronę miasta
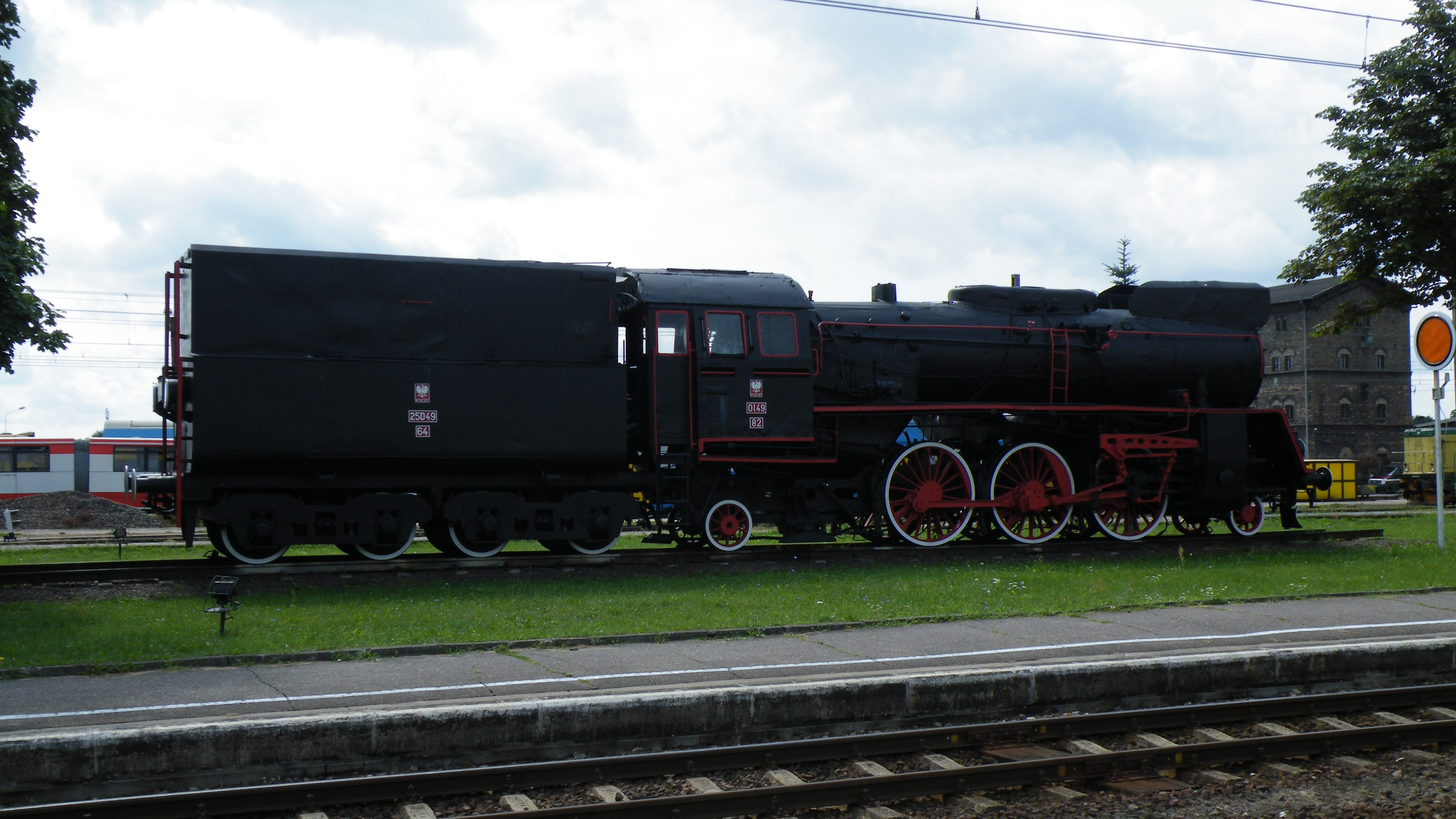
Pomnik lokomotywy parowej Ol49-82
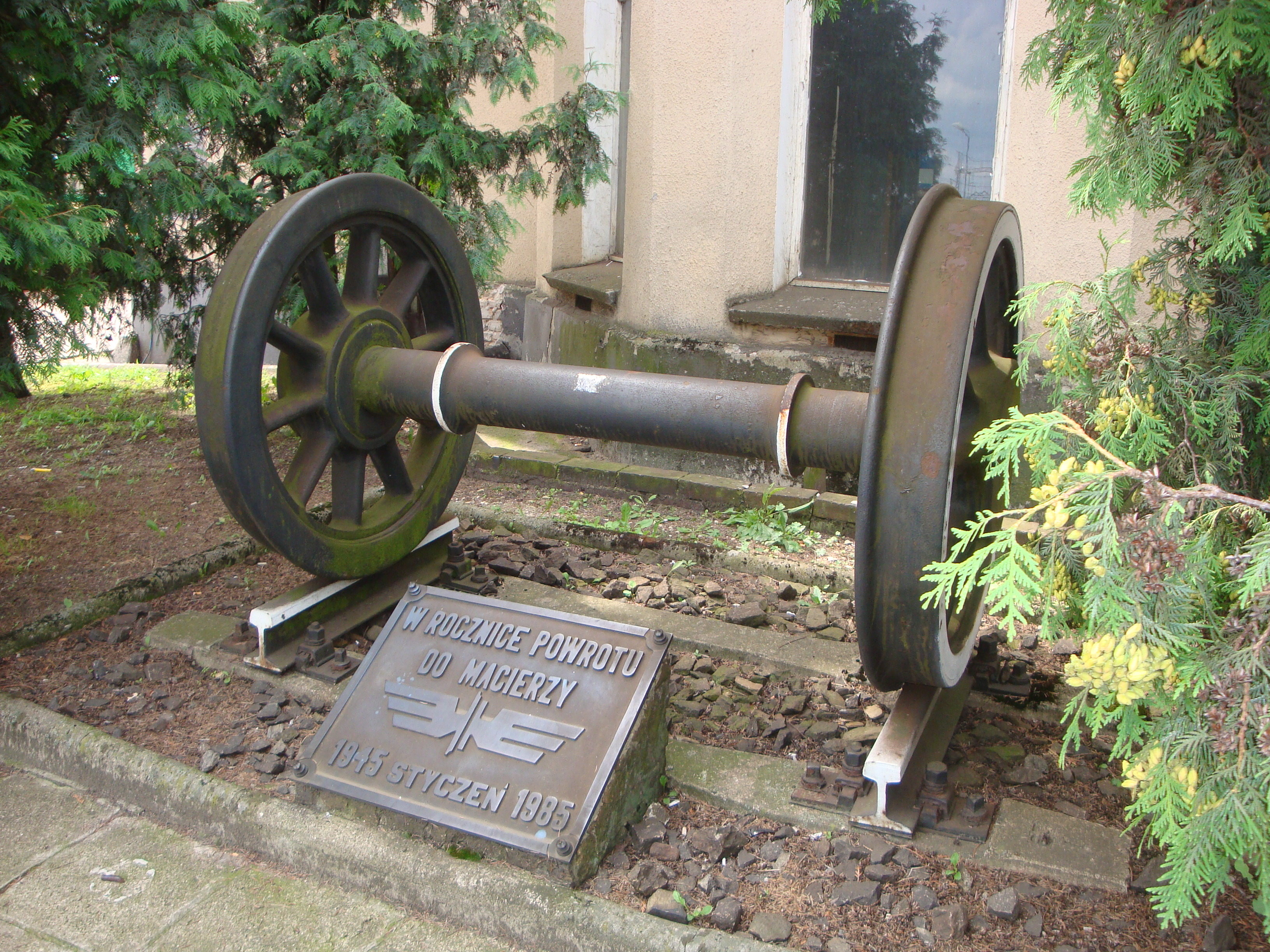
Pomnik W rocznicę powrotu do macierzy 1945-85
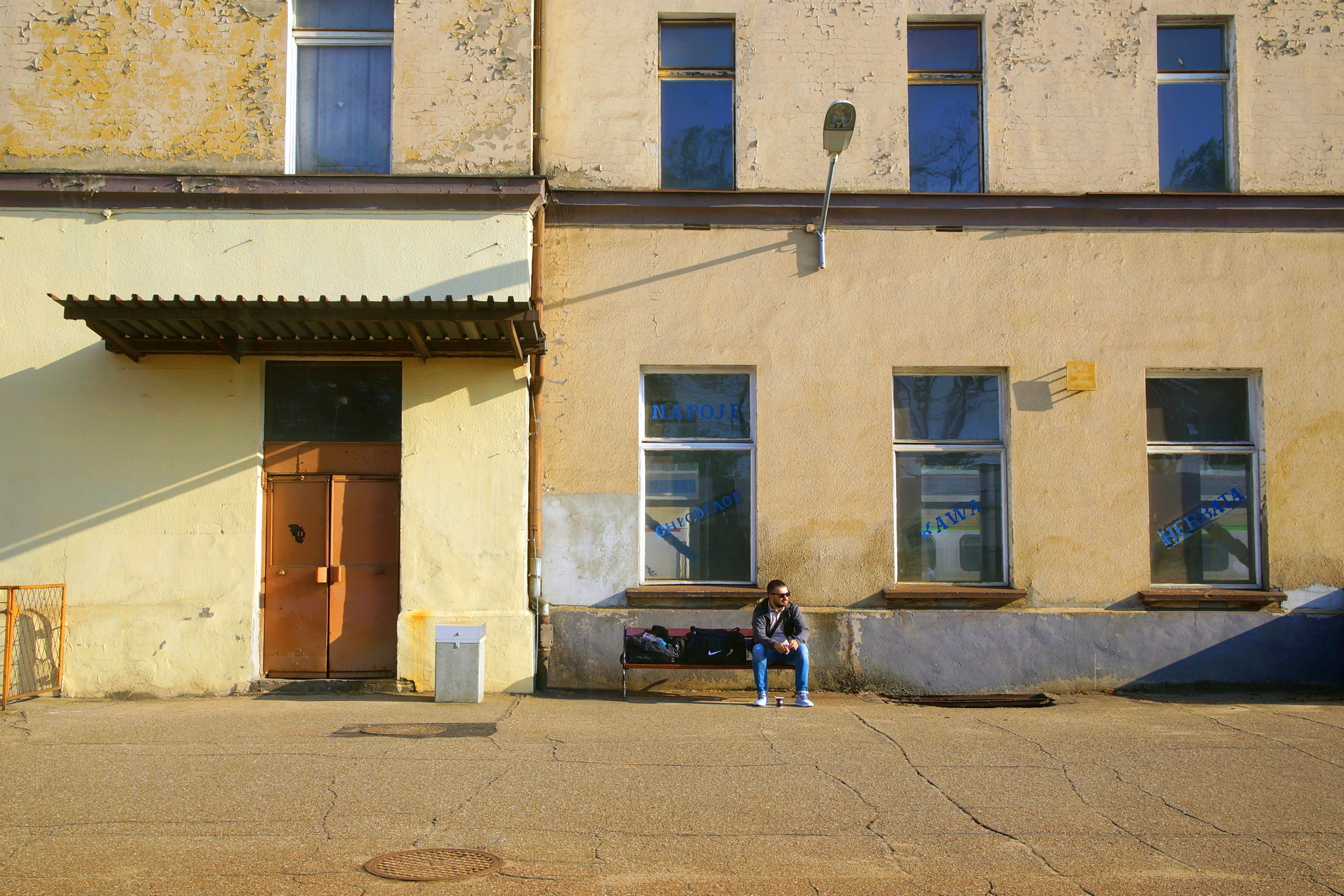
Przed dworcem
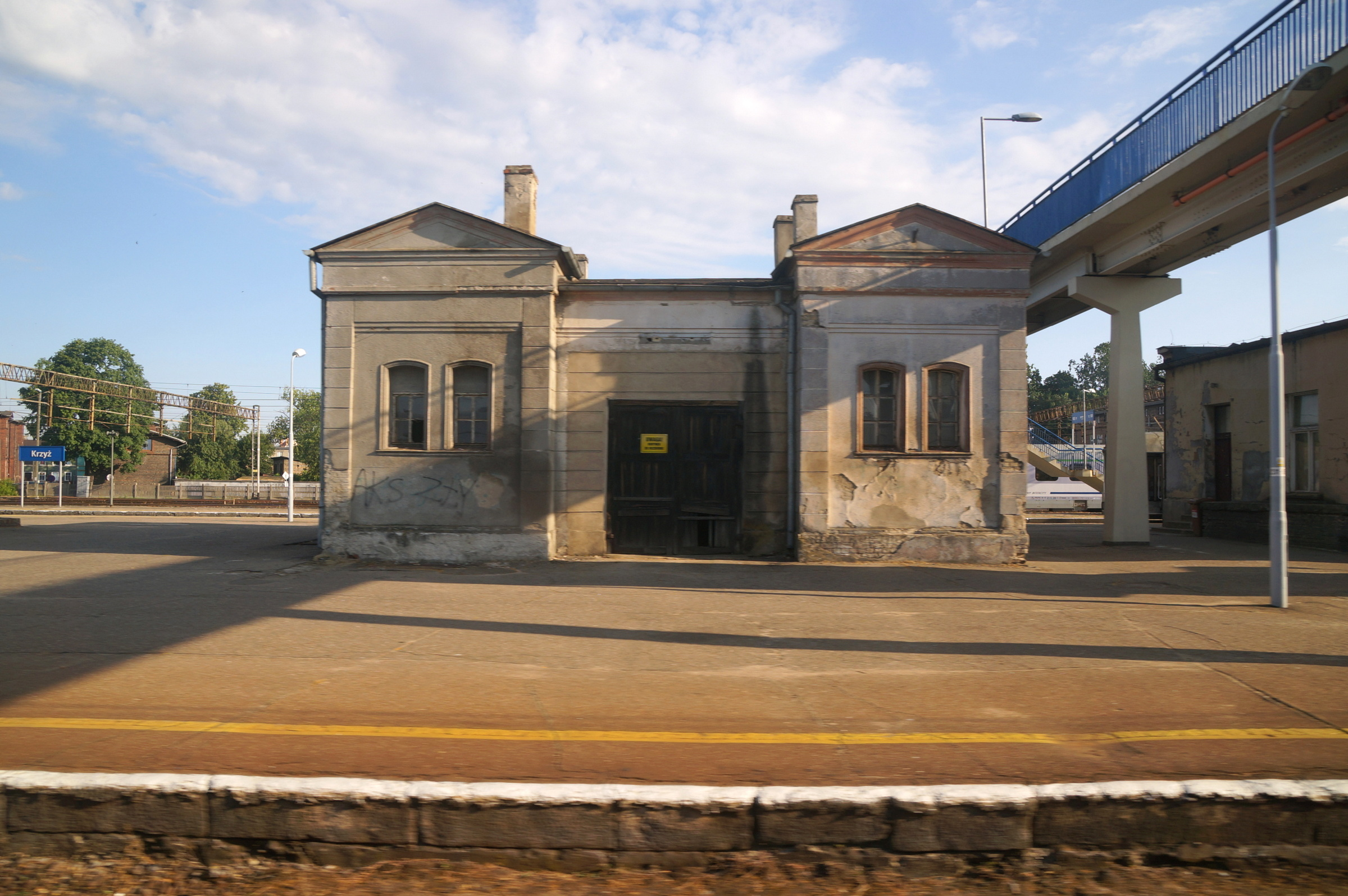
Jeden z obiektów stacyjnych
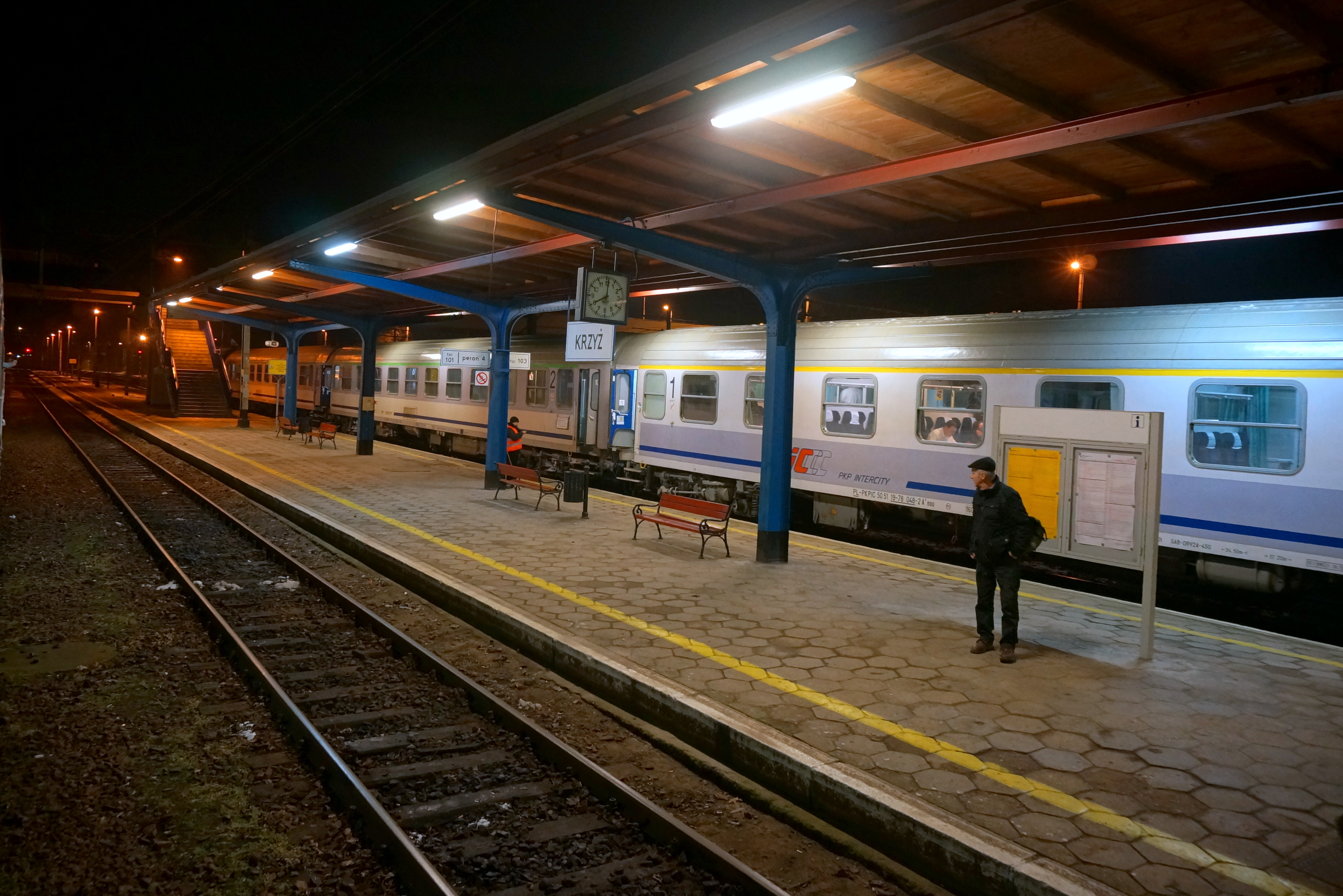
Peron 4. Pociąg PKP Intercity
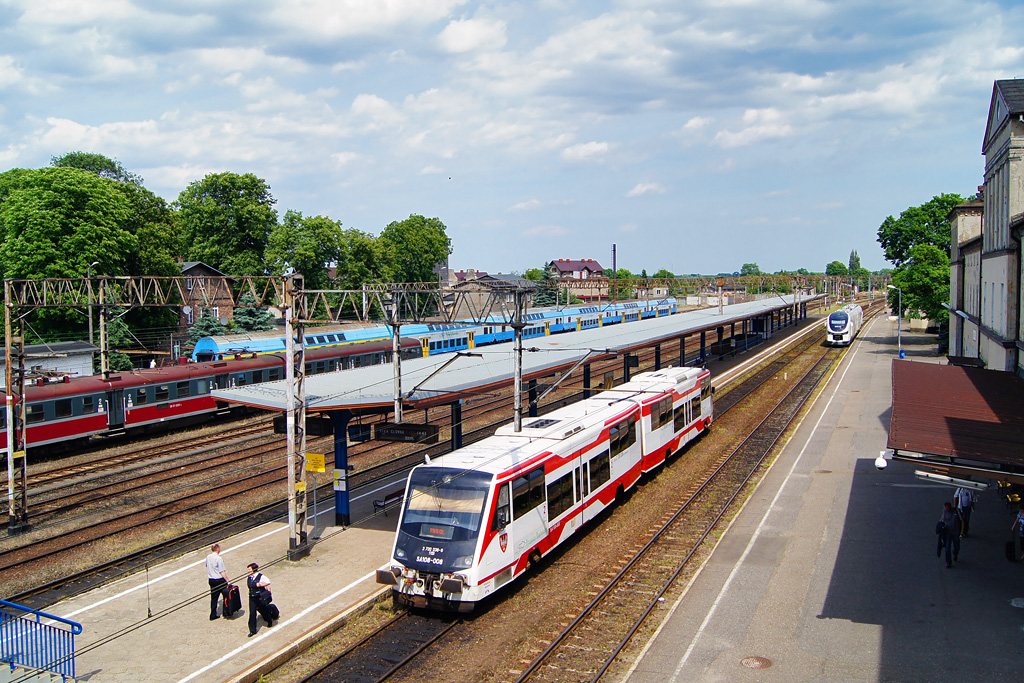
Szynobus SA108-008 na pierwszym planie
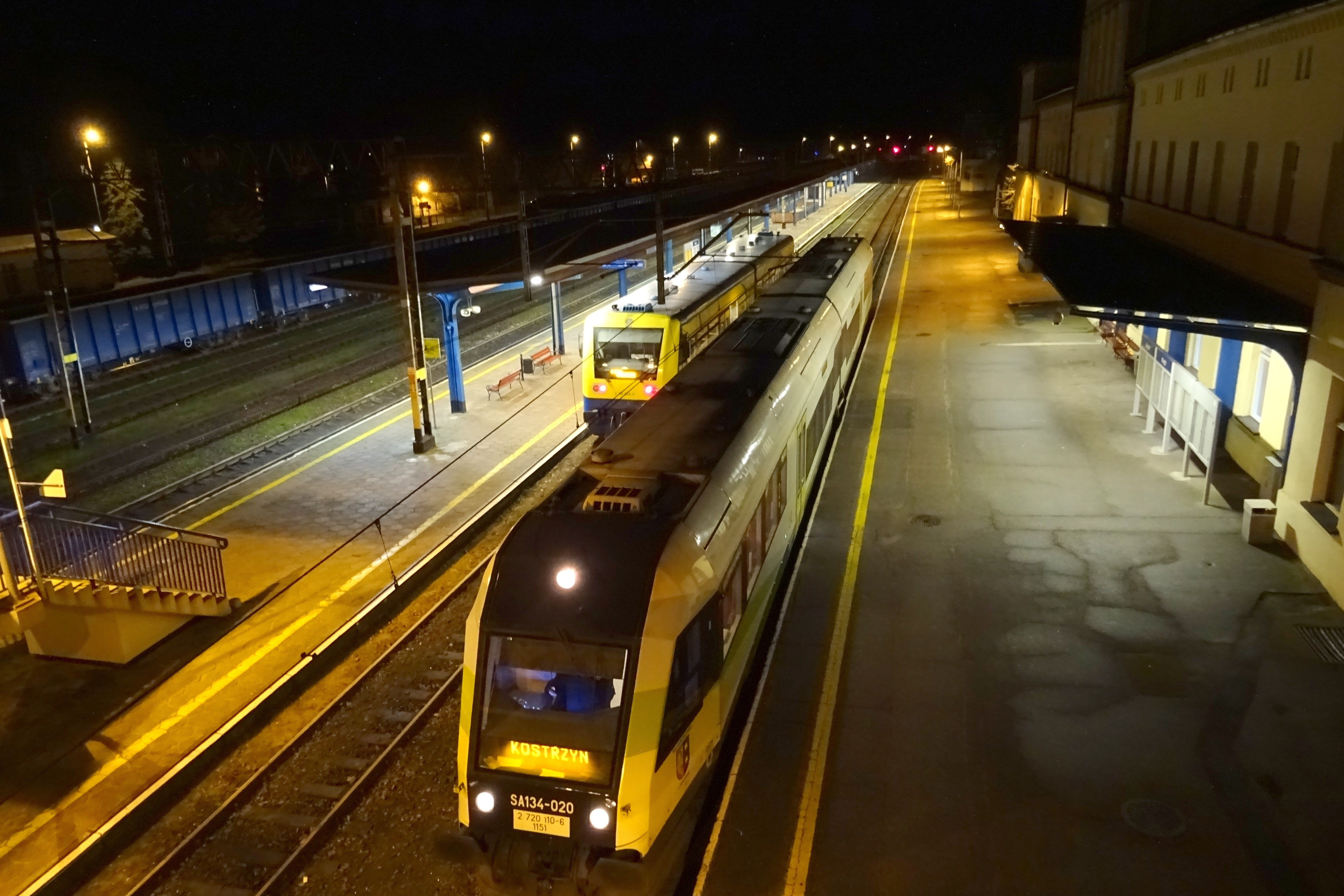
Perony 3 i 4. Szynobusy SA109-006 i SA 134-0020